# Thames Association Football Club
El Thames Association Football Club, más conocido como "Thames AFC" o simplemente "Thames", fue un club de fútbol inglés, del barrio de Newham en el condado de Gran Londres. Jugó dos temporadas en la división del sur del Football League One, de 1930 hasta 1932.

## Historia
En 1928 el estadio West Ham abrió, ante más de 100.000 espectadores, que fueron a las carreras de perros. Debido a que no había carreras los fines de semanas se pudo funda el club de fútbol. Fue elegido para disputar la liga en lugar del Merthyr Town Football Club. No fue seguido por muchos aficionados debido a la gran afición que había con otros equipos del este de Londres: West Ham United, Charlton Athletic, Leyton Orient y Millwall FC. Al partido que les enfrentó al Luton Town el 6 de diciembre de 1930 solo acudieron 469 personas. Terminaron en el último lugar en su segunda temporada y dejó la liga. El club llevó camisetas a cuadros rojos y azules, pantalones blancos y medias negras.